# 502 Sigune
Az 502 Sigune  egy kisbolygó, amit Max Wolf fedezett fel 1903. január 19-én. Az elnevezés Friedrich Theodor Vischer híres regényéből, az Auch Einer-ből származik.